# 헤이세이 지쿠호 철도
헤이세이 지쿠호 철도 주식회사(일본어: 平成筑豊鉄道株式会社)는 후쿠오카현에서 철도 사업을 운영하는, 후쿠오카 현 및 연선 지자체가 출자하는 제3섹터 방식의 철도 회사이다.

## 개요
후쿠오카 현의 지쿠호 지역에서 JR 규슈로부터 계승한 옛 국철 특정 지방 교통선의 이타 선 · 이토다 선 · 다가와 선을 영업하고 있는 것 외에 2009년 4월부터는 기타큐슈시로부터의 위탁으로 동시에 모지 구에 있는 모지코 레트로 관광 선의 트럭 열차를 운행하고 있다.
모지항 레트로 관광 선을 제외한 이타 선 · 이토다 선 · 다가와 선 모두 1량의 디젤 동차를 주로 운행하는 전형적인 로컬선이지만, 운전 대수, 역 수 등을 국철 시대의 약 2배로 늘리는 등의 적극적인 경영을 실시하고 있어 연선의 학교에 다니고 있는 학생이나 다가와 시립 병원에 통원하는 고령자 등, 이른바 교통 약자에게 있어서는 매우 중요한 교통기관이 되고 있다.
이용자를 운영에 참가하도록 하여 지역과의 제휴를 높이기 위해, 선로 침목의 소유자가 되어 주는 '오너' 제도를 실시했다. 회원제로 운영이 되며, '오너'의 회원이 되면 이름이나 좋아하는 말이 들어간 플레이트가 새로운 침목에 장착된다. 회비는 침목의 교환 비용의 일부에 충당된다. 지역과 제휴하여 '이 철도가 우리 마을의 철도다'라는 의식을 높이는 이 사업은 철도를 활성화 시키는 사례의 하나로서 주목받는다. 2008년에는 차내에 부착된 손잡이의 소유자가 되어 주는 '손잡이 오너'가 모집되었다.
새로운 수입원 확보를 위해서, 2008년 7월부터 랩핑 광고의 형태로 차량 5량의 네이밍 권리를 판매하고 있다. 또 같은 해 9월 1일부터 11월 28일까지 헤이세이 지쿠호 철도에서 운영하는 35개 역 중 다가와시리쓰뵤인 역, 겐지노모리 역을 제외한 33개 역의 역명 애칭 네이밍 권리의 모집을 실시했다. 당시 14개 역에 대해 응모가 있었으며, 2009년 4월 1일부터 16개 역이 남아있다. 하지만 개인에 대해서는 권리를 판매하지 않았다.
후쿠오카 현지사가 회장, 다가와 시장이 사장을 맡는다는 규칙이 있어서, 2011년 8월 현재의 사장은 이토 노부카쓰, 회장은 오가와 히로시. 오가와는 지사 취임에 수반해 2011년 거의 자동적으로 회장의 자리에 들어, 모지코 레트로 라인의 누적 승객 수가 50만 명에 이르렀을 때는 회장으로서 세레모니에 참가했다.

## 회사명 유래
회사명은 1988년에 일반에게 공모하여, 다음 1989년 1월 7일이 회사명 결정일이었다. 최종 후보로는 '신치쿠호'(新筑豊), '고요'(向陽), '아케보노'(あけぼの), '선 라인'(サンライン) 4개가 남았으며, 어느 후보에도 '새로운 시작'이라고 하는 공통된 의미가 있었다.
그러나, 1월 7일에 쇼와 천황의 사망으로 새로운 연호 '헤이세이'가 발표되자 마자 갑자기 사명을 '헤이세이 치쿠호 철도 주식회사'로 결정해버렸다. '새로운 시작'과 '신시대의 개막'이라는 의미를 담은 것이다.
회사명 자체는 '헤이세이 지쿠호 철도'(平成筑豊鉄道)이지만, 차량 측면의 도어 옆에는 '지쿠호'가 히라가나로 쓰여진 '平成ちくほう鉄道'라고 쓰여져 있다. 이렇게 지쿠호를 히라가나로 쓰는 표기는 당 회사에서 발간한 팜플렛 등에도 많이 볼 수 있다. 또, 당 회사가 규슈 여객철도와의 업무 연락에 이용하는 정식 약칭은 '헤이테쓰'(平鉄), 또는 '헤이세이 회사'(平成会社, 규슈 여객철도의 약칭 중 하나가 '규슈 회사'인 것에 대응)로 정해져 있다. 그 외에 '헤이치쿠'(平筑)이라는 약칭도 주로 사용되고 있다.

## 연혁
- 1989년 4월 26일: 설립
- 1989년 10월 1일: 규슈 여객철도 이타 선 · 이토다 선 · 다가와 선을 전환하여 개업 및 일본 화물철도에서 이타 선 노가타 - 가나다 간의 시멘트 화물 수송을 계승.
- 2003년 7월 1일: 오너 모집 개시.
- 2004년 4월 1일: 이타 선 노가타 - 가나다 간의 시멘트 화물 수송 폐지에 수반해, 화물 영업 폐지.
- 2008년 2월 5일: 손잡이 오너 모집 개시.
- 2009년 4월 1일:
  - 네이밍 권리에 의해, 이타 선 · 이토다 선 · 다가와 선의 16역에 애칭 및 부 역명을 부여.
  - 운임 개정을 실시. 보통 운임을 일률 40엔 가격 인상.
  - 단독 운전 방식을 변경(지금까지는 역에 정기권 발행기를 비치할 수 있고 있었지만, 설비의 노후화나 잇따른 고장이 잇따랐기 때문에, 이용객이 역에서 정리권을 취해 승차하는 방식으로부터, 정기권을 차내에서 발행하는 방식으로 변경).
- 2009년 4월 26일: 모지코 레트로 관광 선 개업.

## 노선
- 이타 선: 노가타 - 다가와이타 16.1 km
- 이토다 선: 가나다 - 다가와고토지 6.8 km
- 다가와 선: 유쿠하시 - 다가와이타 26.3 km
- 모지코 레트로 관광 선 (애칭: 기타큐슈 은행 레트로 라인): 규슈테쓰도키넨칸 - 간몬카이쿄메카리 2.1 km

## 보유 차량

### 이타 선 · 이토다 선 · 다가와 선
- 100형·200형·300형
- 400형·500형

### 모지코 레트로 관광 선
- DB 10형
- 토라 10000형

## 주요 주주
- 후쿠오카현 27.47%
- 다가와시 14.84%
- 노가타시, 유쿠하시시 6.59%
- 후쿠치정, 미야코정 2.34%
- 가와라정, 이토다정, 아카촌 1.17%
- 고타케정 0.59%
- 시민 · 법인 등 65개 단체 35.72%